# Нову-Оризонти (Баия)
Нову-Оризонти (порт. Novo Horizonte)  —  муниципалитет в Бразилии, входит в штат Баия. Составная часть мезорегиона Юго-центральная часть штата Баия. Входит в экономико-статистический микрорегион Бокира. Население составляет 7 275 человек на 2006 год. Занимает площадь 627,5 км². Плотность населения — 11,9 чел./км².

## Статистика
- Валовой внутренний продукт на 2003 год составляет 17 145 845,00 реалов (данные: Бразильский институт географии и статистики).
- Валовой внутренний продукт на душу населения на 2003 год составляет 2 187,25 реалов (данные: Бразильский институт географии и статистики).
- Индекс развития человеческого потенциала на 2000 год составляет 0,658 (данные: Программа развития ООН).